# Eupithecia veratraria
Eupithecia veratraria là một loài bướm đêm trong họ Geometridae.